# Pachyolpium dispersum
Espèce
Pachyolpium dispersum est une espèce de pseudoscorpions de la famille des Olpiidae.

## Distribution
Cette espèce est endémique du Venezuela. Elle se rencontre dans les Dépendances fédérales sur l'île de la Tortue et dans l'État d'Aragua à Rancho Grande.

## Description
La femelle holotype mesure 2,95 mm, les mâles mesurent de 2,42 à 2,45 mm et les femelles de 2,77 à 3,17 mm.

## Publication originale
- Tooren, « New records of olpiid pseudoscorpions (Pseudoscorpiones: Olpiidae) from the Caribbean area and Surinam, with descriptions of four new species of the genera Pachyolpium Beier, Tricholpium gen. nov. and Heterohorus gen. nov.  . no 1, p. (texte intégral). », Zoologische Mededelingen,, vol.  85, no 1,‎ 2011, p. 169–194 (lire en ligne)